# Inuit
Inuit es un nombre común para los distintos pueblos que habitan en las regiones árticas de América del Norte. La palabra significa 'la gente' (en inuktitut, inuit), el singular es inuk, que significa 'hombre o persona'.
En español también es frecuente el uso de la palabra esquimal (Eskimo en inglés), aunque ha caído en desuso en Canadá, donde se considera despectivo y solo se utiliza oficialmente «inuit». En Alaska y Siberia los pobladores yupiks se siguen llamando «esquimales», mientras que en Groenlandia se usan ambos términos.
Los inuits viven en la mayor parte del norte de Canadá, en los territorios de Nunavut, Nunavik en el tercio norte de Quebec, Nunatsiavut y NunatuKavut en Labrador, y en varias partes de los Territorios del Noroeste. La Región de Asentamiento Inuvialuit (ISR) también incluye la Ladera Norte del Yukón, en el territorio de Yukón, que es relativamente pequeña en comparación con la ISR de los Territorios del Noroeste y no tiene comunidades viviendo en ella, pero forma parte de las zonas tradicionales y actuales de caza, captura, pesca, etc. de los inuvialuit. Con la excepción de NunatuKavut, estas zonas son conocidas, principalmente por Inuit Tapiriit Kanatami, como Inuit Nunangat. En Canadá, la sección 25 y la 35 de la Ley Constitucional de 1982 clasifican a los inuits como un grupo distintivo de canadienses aborígenes que no están incluidos ni en la categoría de Primeras Naciones ni en la de Métis.

## Orígenes y migración
Los inuits tienen sus orígenes en Siberia, al noreste de Asia. Sus antepasados esquimo-aleutianos cruzaron el estrecho de Bering y se asentaron también en Norteamérica. Hacia el año 1000 surgió en Alaska la cultura Thule, origen del pueblo inuit, que se extendió rápidamente hacia el oriente, a lo largo de la región del Ártico. Los inuits llegaron a Groenlandia hacia el 1300 y a Labrador hacia 1500, sustituyendo a la cultura Dorset en todo el territorio que ocupaba al norte de la línea arbolada del Ártico, con excepción de la isla Coats y algunas islas vecinas en la bahía de Hudson, en las cuales habitaron los sadlermiuts hasta 1903.

## El pueblo inuit

Distribución geográfica de los distintos idiomas y dialectos de los inuits.

Inuit es el nombre genérico de los grupos humanos que habitan el Ártico. Los inuits han soportado la vida del Ártico durante miles de años y tienen una gran experiencia para poder sobrevivir en el hielo. Viven en las tundras del norte de Canadá, Alaska y en Groenlandia. Se calcula que viven en esta región unas 150 000 personas. Desarrollan una vida nómada, siguiendo las migraciones de los animales que cazan, entre los cuales pueden destacarse los caribúes, osos, ballenas y focas. De estos y otros animales aprovechan todas las partes posibles para alimentarse, abrigarse, construir viviendas y herramientas para cazar. La caza de focas y la pesca les permiten conseguir alimentos incluso en el crudo invierno del Ártico. En ocasión, los inuits usarán iglús durante la noche o periodos de caza para mitigar los posibles efectos del clima.
El perro de trineo tiene un papel importante en la vida inuit. Sobre la nieve o el hielo, un equipo de perros arrastran el qamutik, un trineo hecho de madera, huesos de animales, barbas de la boca de una ballena e incluso pescado congelado.
Los inuit están organizados en grupos familiares y cada miembro tiene asignada una tarea específica. La cultura inuit de Canadá es conocida sobre todo por su artesanía, especialmente sus esculturas, la mayoría en esteatita, cuya venta supone una fuente importante de ingresos para varias comunidades inuits.
En 1902-1904, Knud Rasmussen realizó su primera expedición La Expedición de la Literatura, con Jørgen Brønlund, Harald Moltke y Ludvig Mylius-Erichsen, para examinar la cultura de los inuits. El gran logro de Knud Rasmussen fue la Quinta Expedición Thule (1921-1924): un equipo de siete hombres, entre ellos Peter Freuchen, atravesó casi 29 000 kilómetros desde Groenlandia hasta el Pacífico para encontrar el origen del pueblo inuit. Recogieron tradiciones, realizaron excavaciones y convivieron con los inuits.
Actualmente, debido al fuerte proceso de globalización, se está produciendo un cambio en sus formas de vida originarias, aunque siguen practicando algunas de sus costumbres, como la caza de focas. Sin embargo, las mismas cuestiones políticas se plantean en lo que concierne a los inuits y a los amerindios. El más importante proceso de reivindicación territorial en la historia de Canadá, llevó en 1999 a la creación de Nunavut, un nuevo territorio concebido como patria de la mayoría de los inuits de Canadá, por lo que su nombre significa 'nuestra tierra'. Además, con el fin de responder las reivindicaciones de los inuits de la región de Nunavik, en el Ártico quebequense, el gobierno de Quebec creó la Administración Regional Kativik, en el marco de la Convención de la Bahía de James y del Norte de Quebec. En Canadá, los inuits son representados por la Inuit Tapiriit Kanatami.

## Mitología
Los pueblos inuits tienen una rica mitología que se transmitió de forma oral y da cuenta de sus tradiciones y del origen del mundo que habitan. La religión inuit tiene principios animistas y chamanistas. Los animales tienen un alma y el cazador debe celebrar una breve ceremonia cuando muere para que su alma vaya al mundo no terrenal. Las personas cuando mueren van al cielo o al infierno, pero una parte de su alma pasa a un pariente recién nacido. En el origen del mundo, se explica, estaban el hombre y la mujer, sin ningún animal. Entonces la mujer le pidió a Kaila, el dios del cielo, que poblara la tierra. Kaila le ordenó hacer un agujero en el hielo para pescar. Entonces, ella fue sacando del agujero, uno a uno, a todos los animales. El caribú fue el último. Kaila le dijo que el caribú era su regalo, el más bonito que podría hacerle, porque alimentaría a su pueblo. El caribú se multiplicó y los hijos de los humanos pudieron cazarlos, comer su carne, tejer sus vestidos y confeccionar sus tiendas. Sin embargo, los humanos siempre elegían los caribús más bellos, los más grandes. Un día, solo les quedaron los débiles y los enfermos, por lo que los inuits no quisieron más. La mujer se quejó entonces a Kaila. El la reenvió al hielo y ella pescó el lobo, enviado por Amarok, el espíritu del lobo, para que se comiera a los animales débiles y enfermos con el fin de mantener a los caribús con buena salud. En otras mitologías inuits el animal tutor del ser humano es el cuervo.
La leyenda de Sedna explica el origen de los animales marinos y de los cambios en el mar por la presencia de Sedna, una muchacha raptada lejos de su padre pero finalmente sacrificada, y que habita en el mar.
Las montañas provienen de la lucha de dos gigantes o tuniq, engañados por un cazador inuit al que querían comerse.

## Lengua
El idioma inuit pertenece, junto con las lenguas yupiks, a la rama esquimal de las lenguas esquimo-aleutianas. Es más un continuo dialectal que una sola lengua; este continuo se puede dividir aproximadamente en dieciséis dialectos, que se pueden clasificar en cuatro grupos:
- Inupiat (Norte de Alaska)
- Inuinnaqtun (Ártico occidental canadiense)
- Inuktitut (Ártico oriental canadiense)
- Kalaallisut o groenlandés (Groenlandia).

## Galería

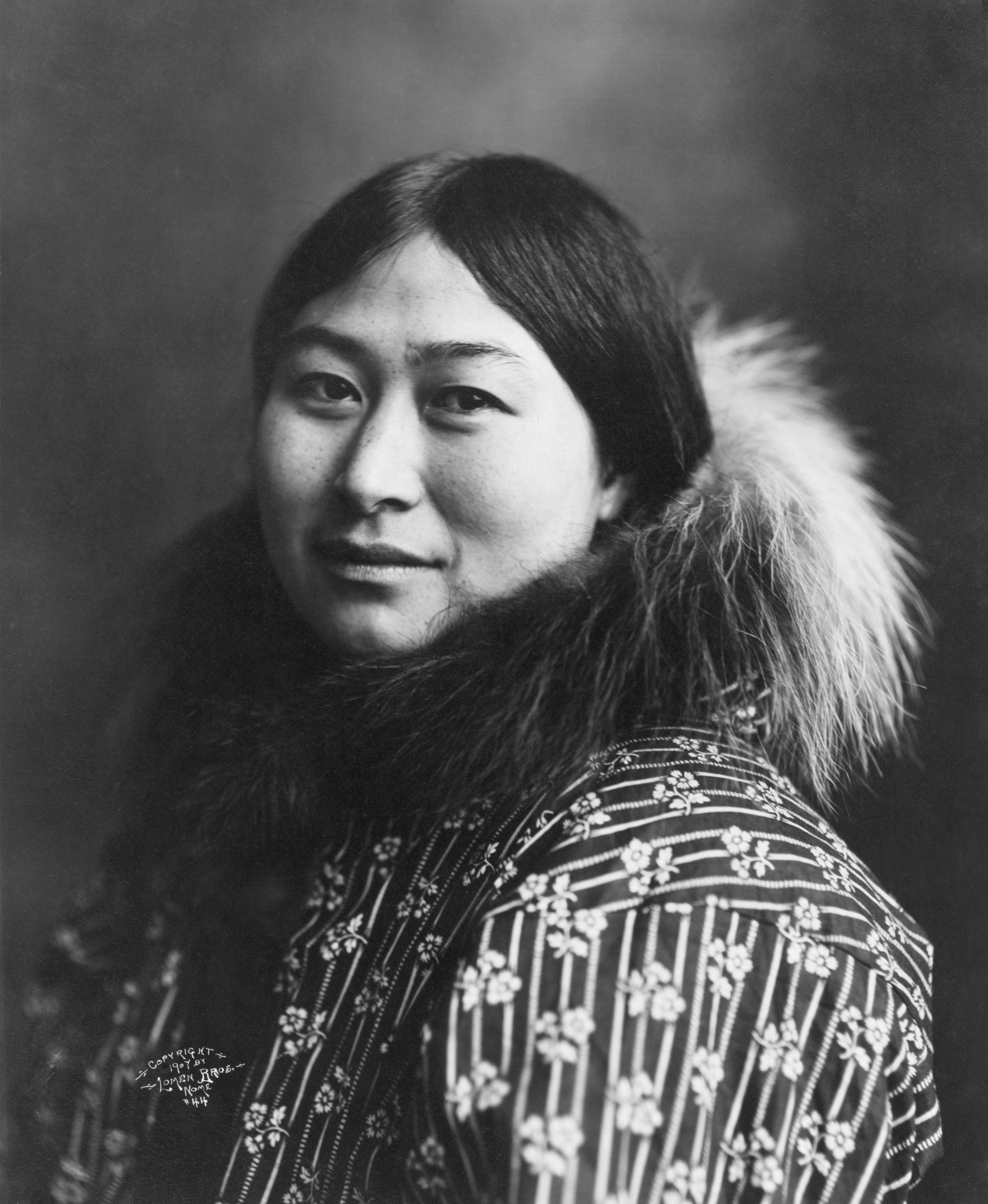
Nowadlook (Nora) Otenna, mujer inuit (Alaska, EUA, 1907)
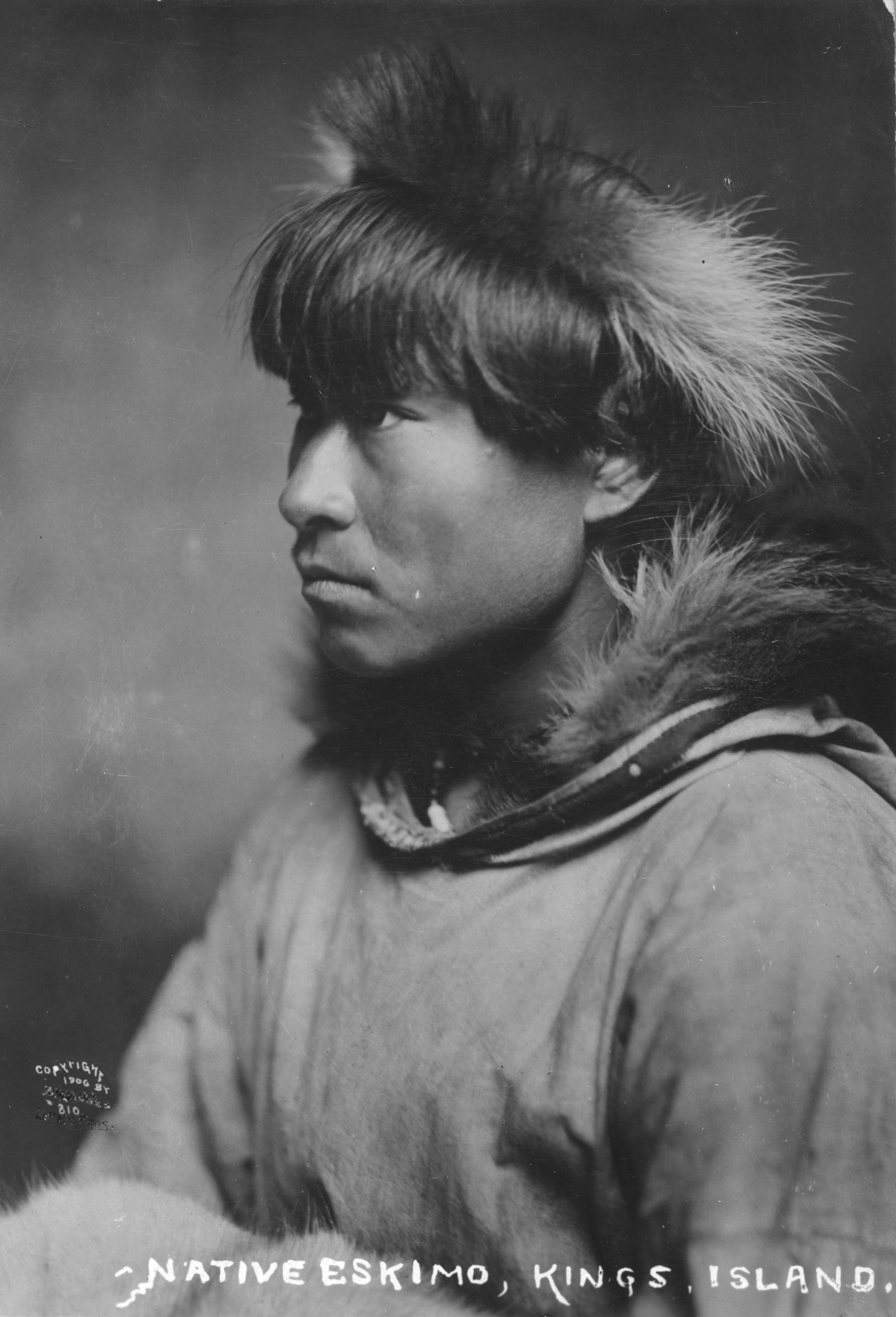
Hombre inupiat (King Island, Alaska, EUA, 1906)
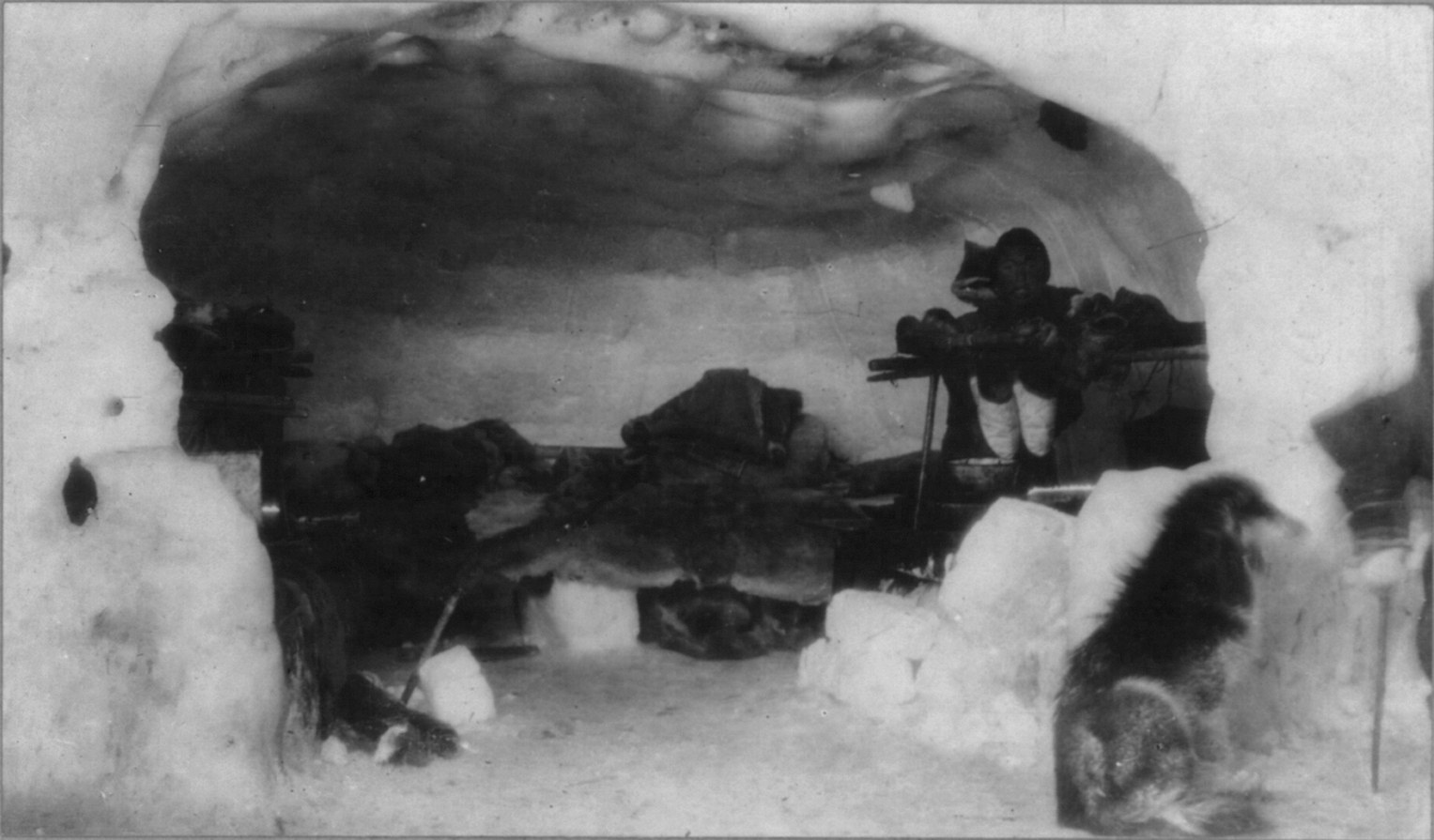
Interior de un iglú (siglo XX)
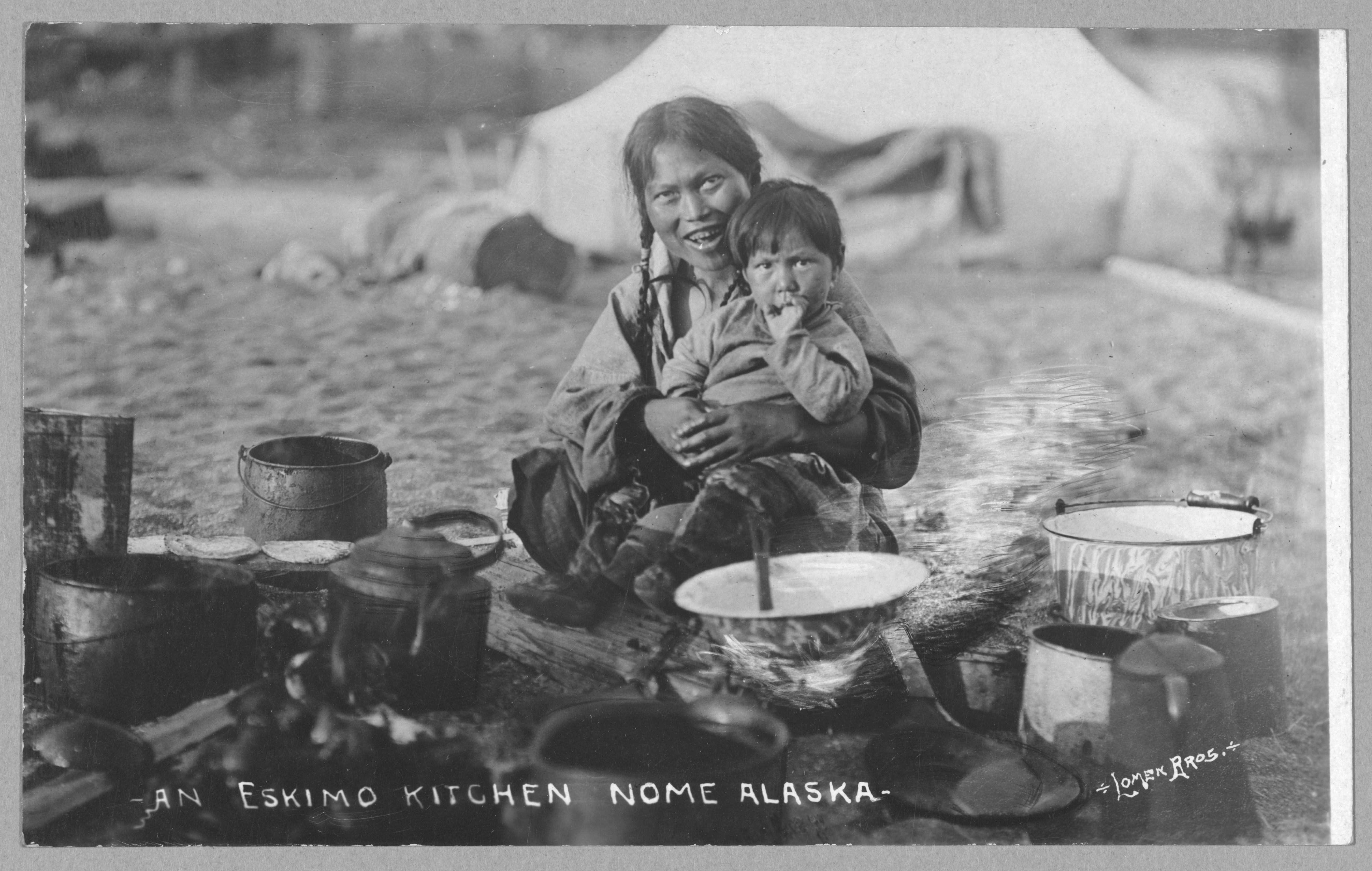
Cocina inupiat (Alaska, EUA, 1916)
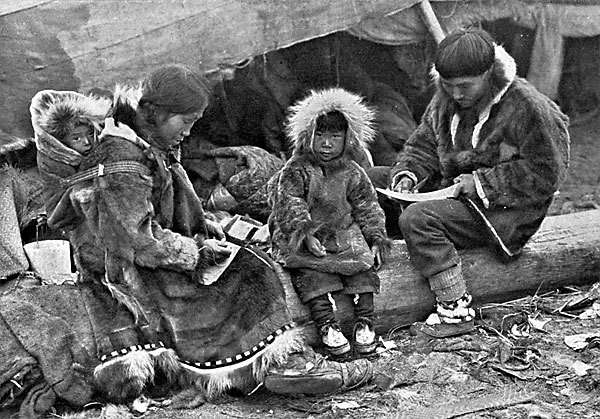
Familia inuit en King Island (Alaska, EUA, 1906)
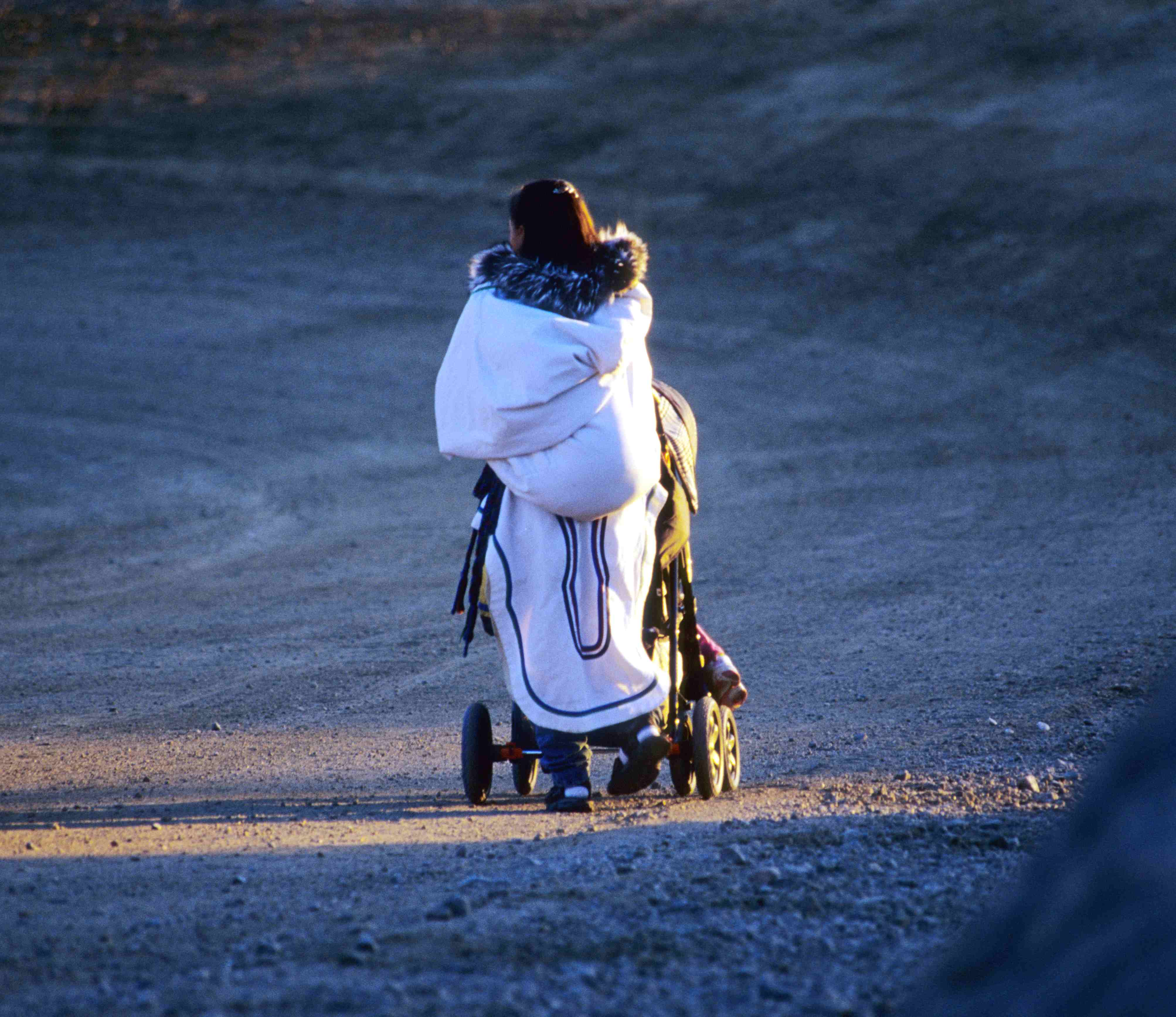
Madre inuit.
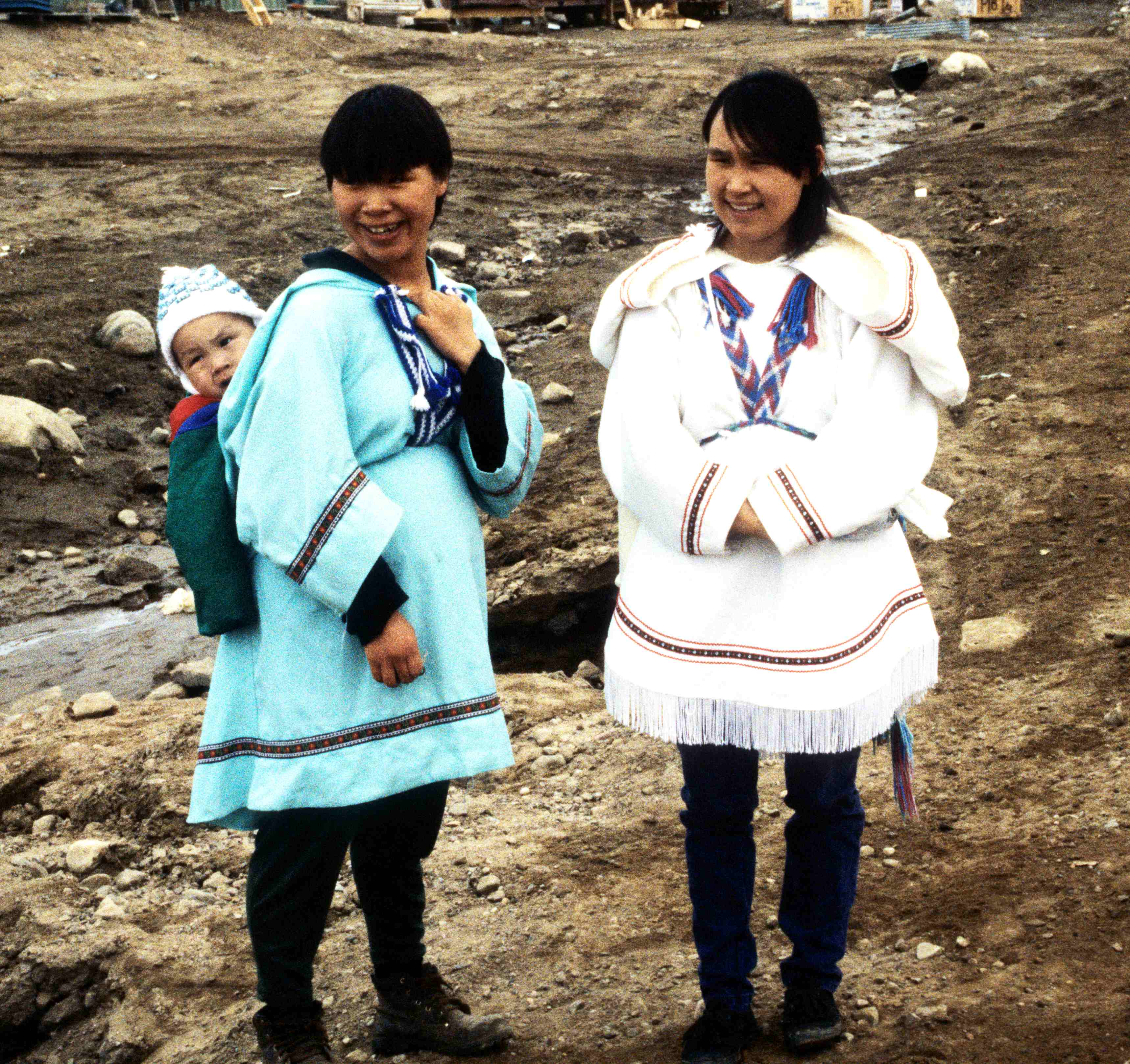
Dos jóvenes madres inuits con su amauti (Anorak con capucha), Pond Inlet 1995
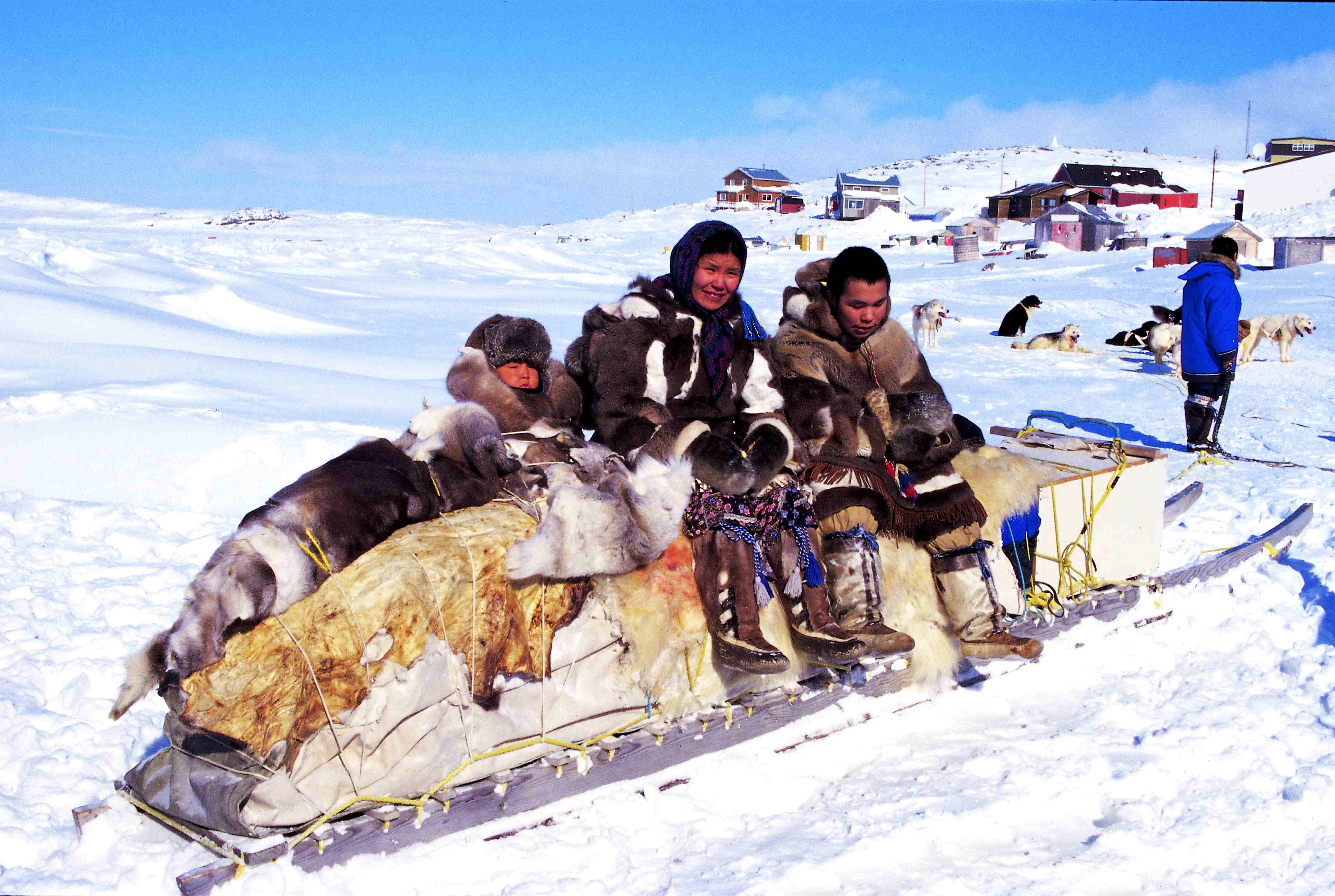
Tradicional qamutik (trineo), Cabo Dorset
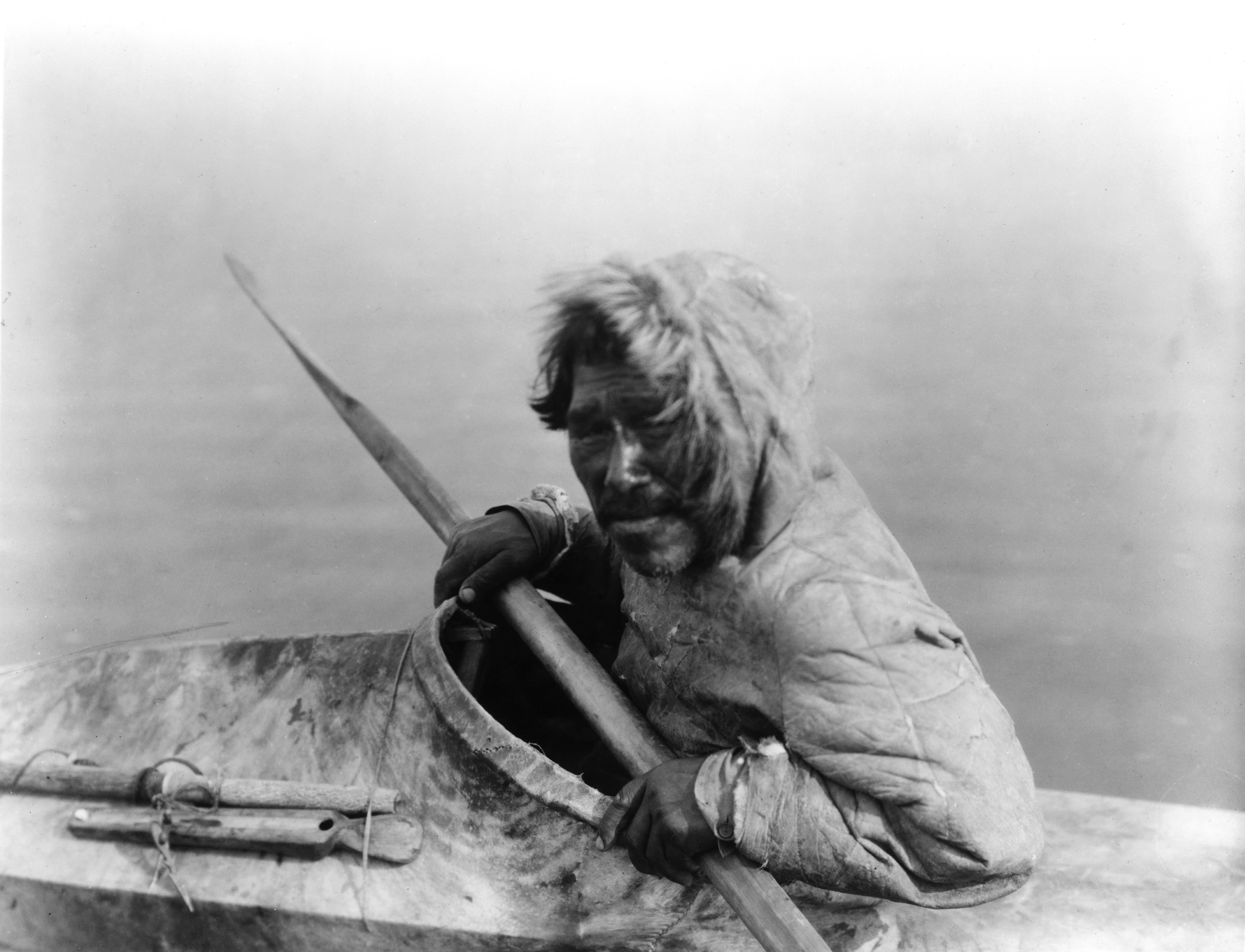
Inuit en un kayak, (1929, foto de Edward S. Curtis)
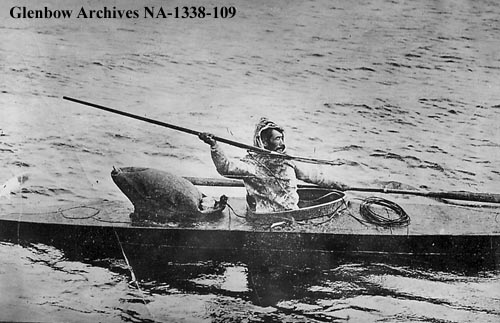
Cazador inuit con un arpón de punta giratoria (Glenbow Archives)